# مقهى السويسرية
مقهى السويسرية أو (سويس كافيه) هو واحد من مقاهي بغداد المميزة التي تأسست في أواسط أربعينيات القرن العشرين، وكان هذا المقهى يقع فِي وسط شارع الرشيد وفي منطقة (المربعة) ببغداد. وهو مقهى بطراز غير مألوف عند أهل بغداد وعرف باسم المقهى السويسرية وكانت واجهته الباهرة تخلب الألباب.حيث الزجاج السميك الفاخر والمناضد الراقية التي صنعت من أعواد الخيزران إضافة إلى الكراسي الوثيرة التي أستوردت من أوروبا خصيصاً وماكينات القهوة التي تعمل بالكهرباء وتقدَّم للزبون برائحتها المتميزة ونفحتها المتميزة والتي كنا نشمّها عن بعد. وعندما كانت مقهى البرازيلية المنطلق الأول لفكرة تأسيس اتحاد الأدباء في العراق بعدما التئم شمل أدباء العراق المجددين وأصبحوا من روّاد المقهى البرازيلية، وقرروا تقديم طلب إجازة لتأسيس اتحاد خاص بالأدباء وقد وصل هذا الخبر إلى أسماع السلطة فأوجسوا خيفةً من الأمر فسارعت السلطة إلى تجميع بعض وجوهها من الكتّاب والشعراء المتعلقين بأذيالها وأرخصوا لهم إجازة تأسيسه قبل ان يقدّم الطرف الآخر على طلب الإجازة وفعلاً تم التأسيس عام/1952 ولكن بوجوهٍ أخرى من غير المبادرين الأوائل.
وفي السنوات اللاحقة انضم جماعة المقهى السويسرية (سويس كافيه) إلى تلك الشّلة الثقافية الفنيّة والتي كان من أبرز روّادها جبرا إبراهيم جبرا الروائيّ والمترجم والشاعر والفنان التشكيلي حين إستقرّ في العراق بعد نزوحه من بلاده فلسطين وتبعه عبد الملك نوري منْظمّاً إلى هذا الحشد من المثقفين المتأوربين وأسسوا تجمّعاً ثقافياً جديداً غير مألوف في الوسط الثقافي البغدادي قائماً على مزج الأدب العربي بالأدب الغربي الذي أخذ بالإنتشار السريع نظراً لإنفتاح بغداد على الثقافات الأجنبية وإنتشار الكتب المترجمة على نطاق واسع بفضل (مكتبة ماكينزي) و (مكتبة الكورونيت) ودور النشر والطباعة التي وفدت إلينا من بيروت ولندن وباريس والعديد من عواصم العالم.
والحق ان جليسي المقهى البرازيلية والسويسرية والكيت كات لم يستسيغوا ان يكونوا روّاداً للمقاهي الكلاسيكية المنتشرة بكثافة في بغداد وبالأخصّ مقهى الشاهبندر والزهاوي وحسن العجمي والبلدية والبرلمان وغيرها؛ لكنهم كانوا على صلة وثيقة بأقرانهم الأدباء والفنانين مهما أختلفت رؤاهم الفكرية وإنتماءاتهم السياسية فاختلاف الرأي ووجهات النظر لم تكن ابداً تفسد الوداد والصداقة والمحبة بينهم.
وقد شهدت حقبة أواخر الأربعينات ولادة أثرى ماكتب من شعر حديث في تلك المقاهي الحديثة حيث أصدر بدر شاكر السياب ديوانه (أزهار ذابلة) العام/1948 ولحقه عبد الوهاب البياتي وأصدر ديوانه (ملائكة وشياطين) كما أصدر بلند الحيدري مجموعته المتميزة (خفقة الطين) ثم تبعته نازك الملائكة وأصدرت ديوانها (شظايا ورماد) الذي أثار جدلاً طويلاً في الأوساط الأدبية وعُدّ في نظر البعض الباكورة الأولى للشعر الحرّ القائم على تفعيلة واحدة، لكن المنازعات على الأولوية والسبق في الكتابة بهذا النوع من الشعر لم تهدأ وكثيراً ماكان النزاع بين البياتي والسياب يصل أشدّه في تلك المقاهي شفاهاً ووجهاً لوجه ثم ينعكس لاحقاً في الصحافة ويدور الجدل بين المهتمين على قدم وساق. لم تكن هذه المقاهي ملاعب للّهو وتزجية الوقت وقتل الفراغ فقط وانما كانت منهلاً يملأ عقولنا فكراً راقياً متجدداً حتى في فسحة الخروج من البيت. وقد توسعت بغداد وتغير شكل العمران فيها وشمل ذلك المقهى السويسرية الذي لم يبق له أثَر البتّة.